# Vông mồng gà
Vông mồng gà hay vông mào gà (danh pháp hai phần: Erythrina crista-galli) là một loài thực vật thuộc Họ Đậu. Đây là loài bản địa Argentina, Uruguay, Brazil và Paraguay. Đây là quốc mộc và quốc hoa của Argentina và cũng là quốc hoa của nước Uruguay. Nó được trồng trong vườn và đường phố ở nhiều quốc gia, đáng chú ý nhất ở bang California Hoa Kỳ. Vông mồng gà có gai như vông nem nhưng ít. Lá gồm 3 lá phụ màu lục tươi. Hoa màu đỏ thắm mọc thành chùm ở ngọn cành thay phiên nhau nở từ dưới lên trên.

## Đồng nghĩa
Các đồng nghĩa như sau:
- Corallodendron crista-galli (L.) Kuntze
- Erythrina crista-galli L. var. hasskarlii Backer
- Erythrina crista-galli L. var. leucochlora A.Lombardo
- Erythrina fasciculata Benth.
- Erythrina laurifolia Jacq.
- Erythrina pulcherrima Tod.
- Erythrina speciosa Tod.
- E. speciosa Andrews
- Micropteryx crista-galli Walp.[3], 1851
- Micropteryx fasciculata Walp.[4], 1852
- Micropteryx laurifolia Walp.[5], 1851

## Hình ảnh

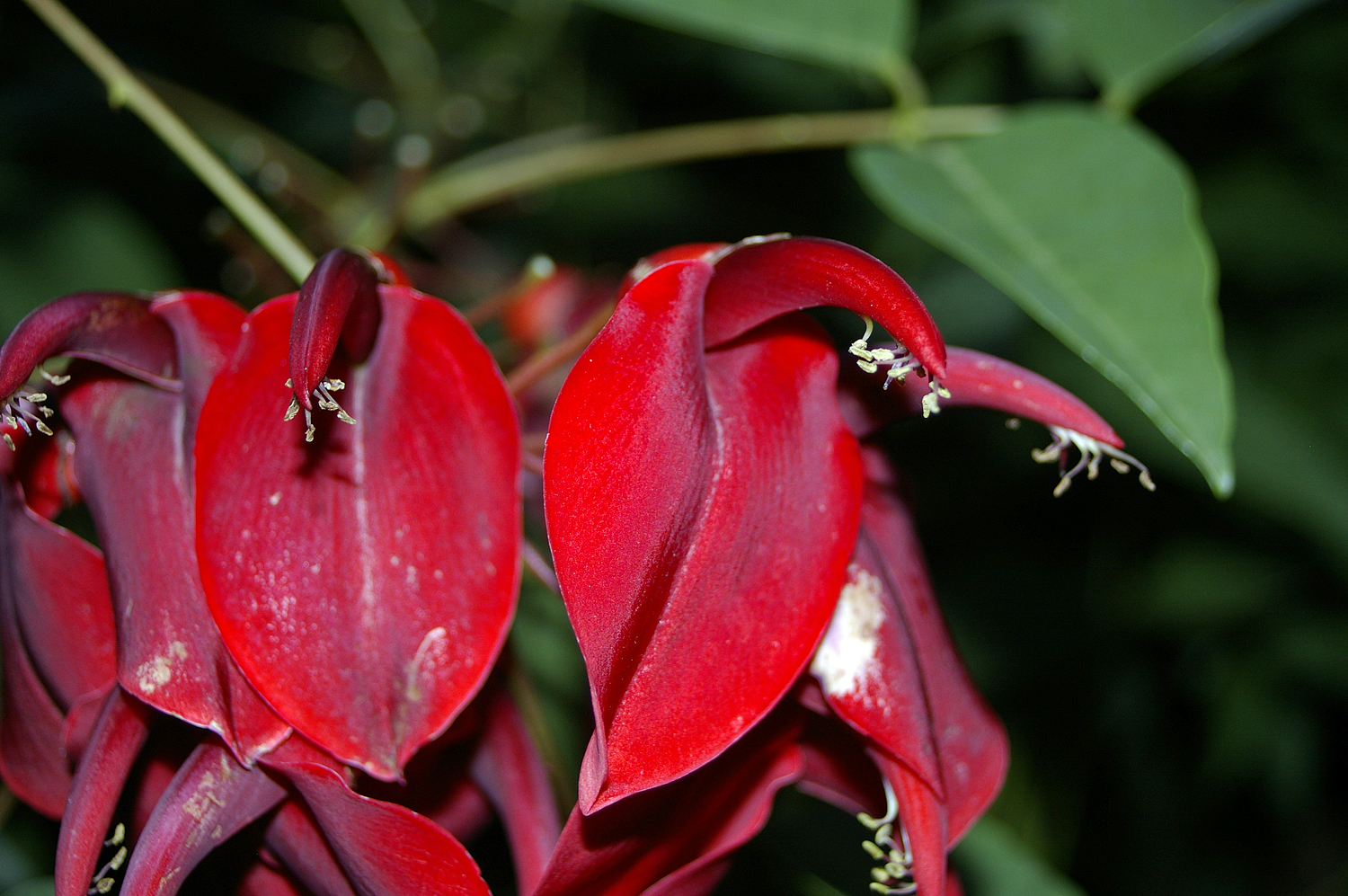
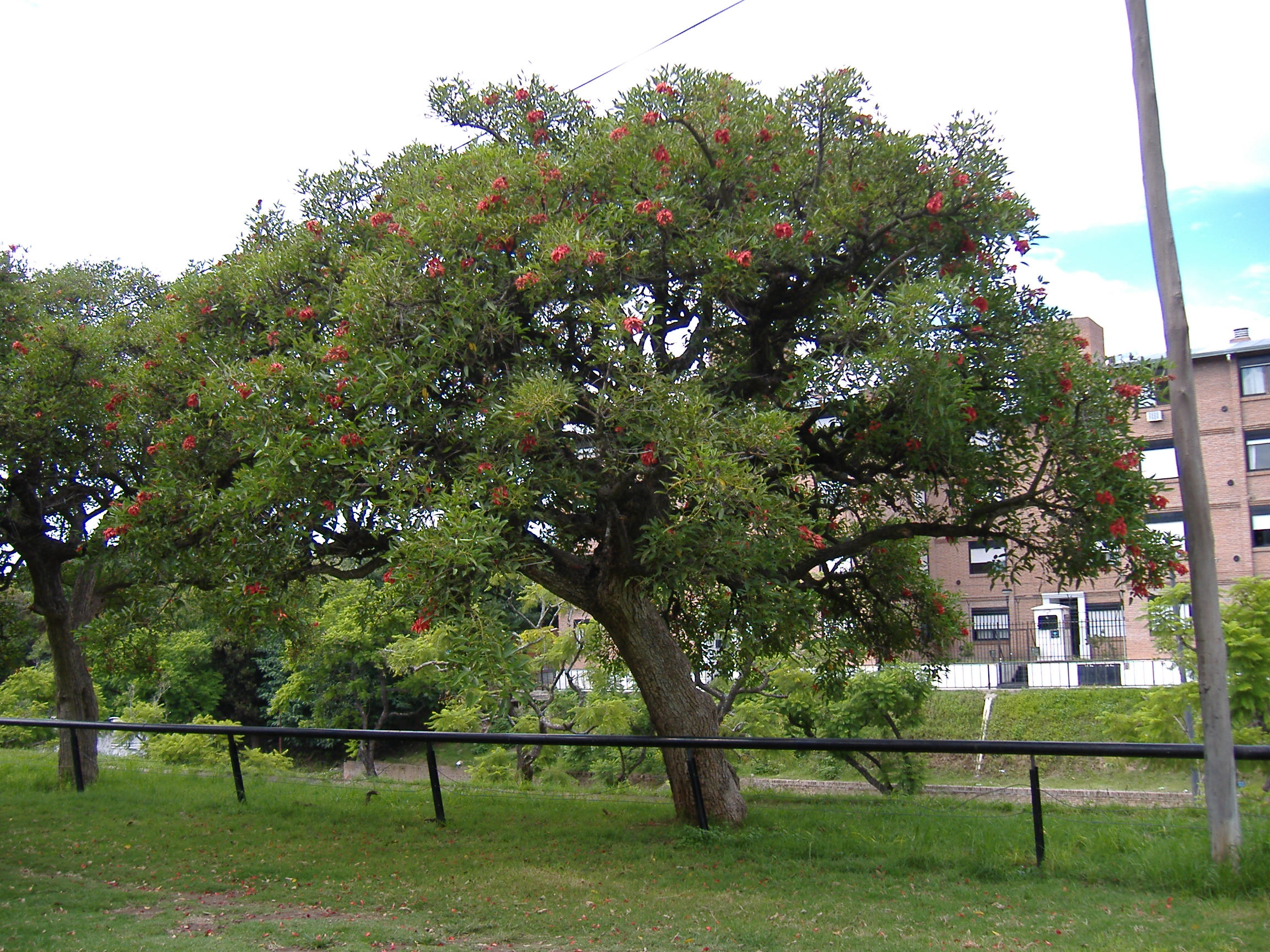
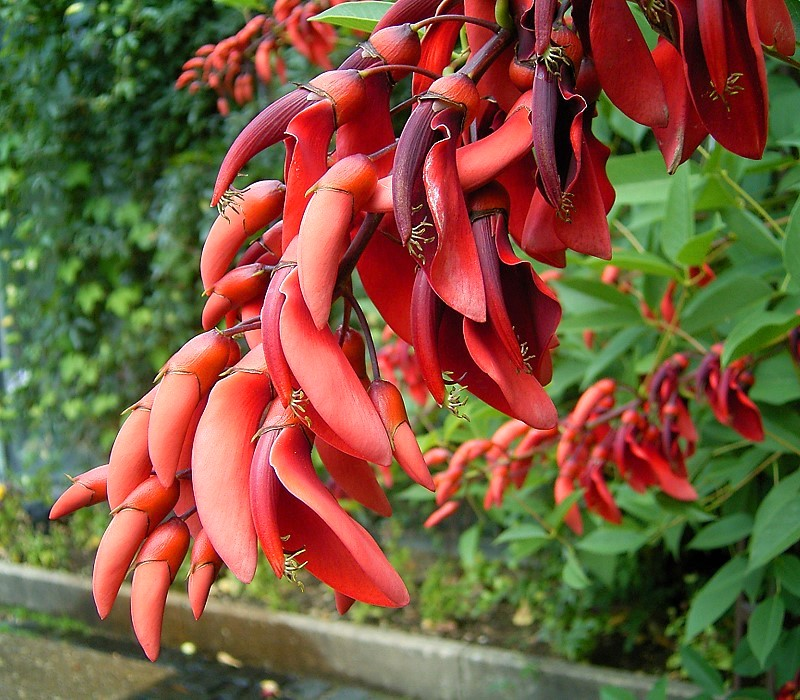
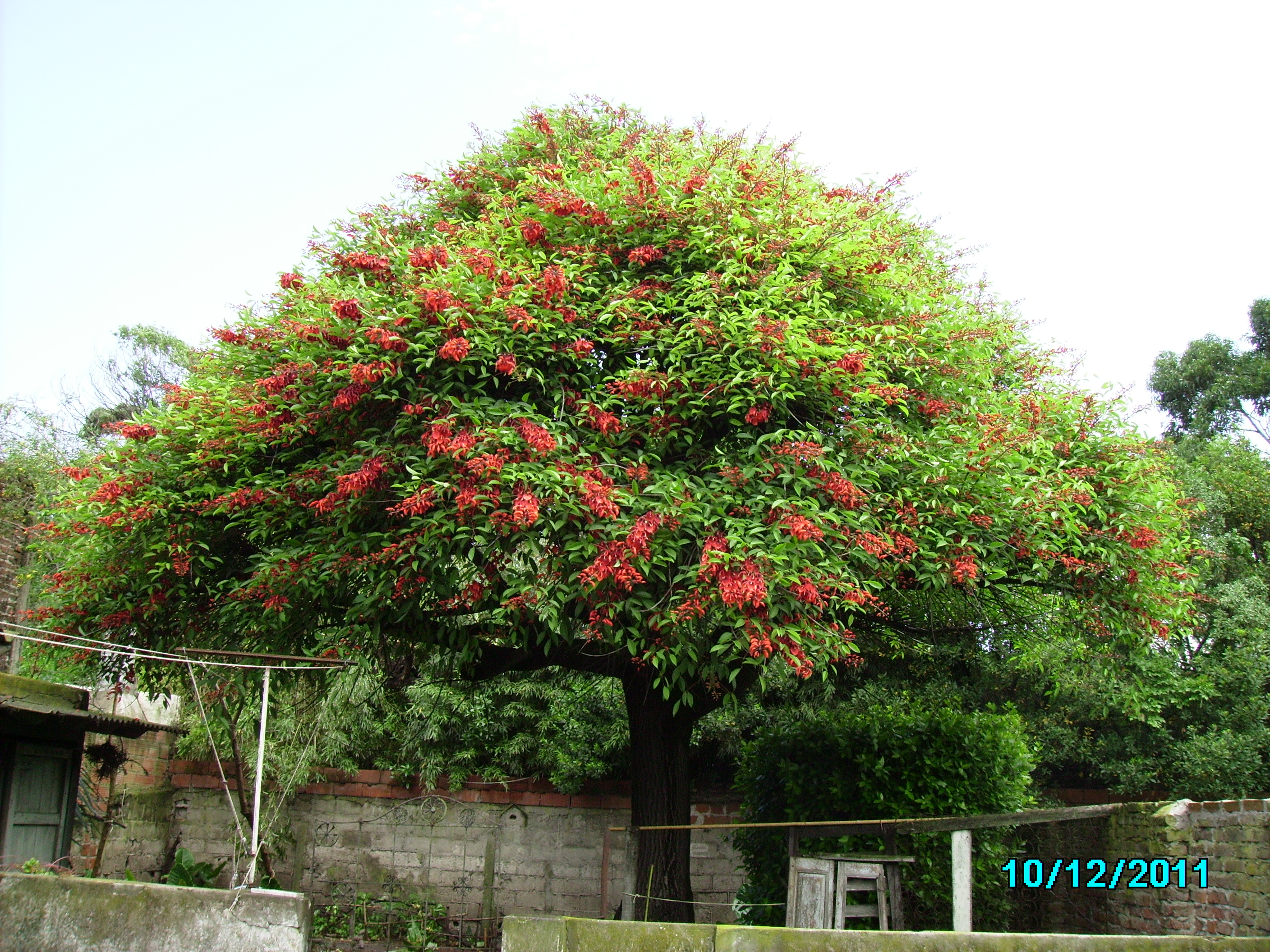
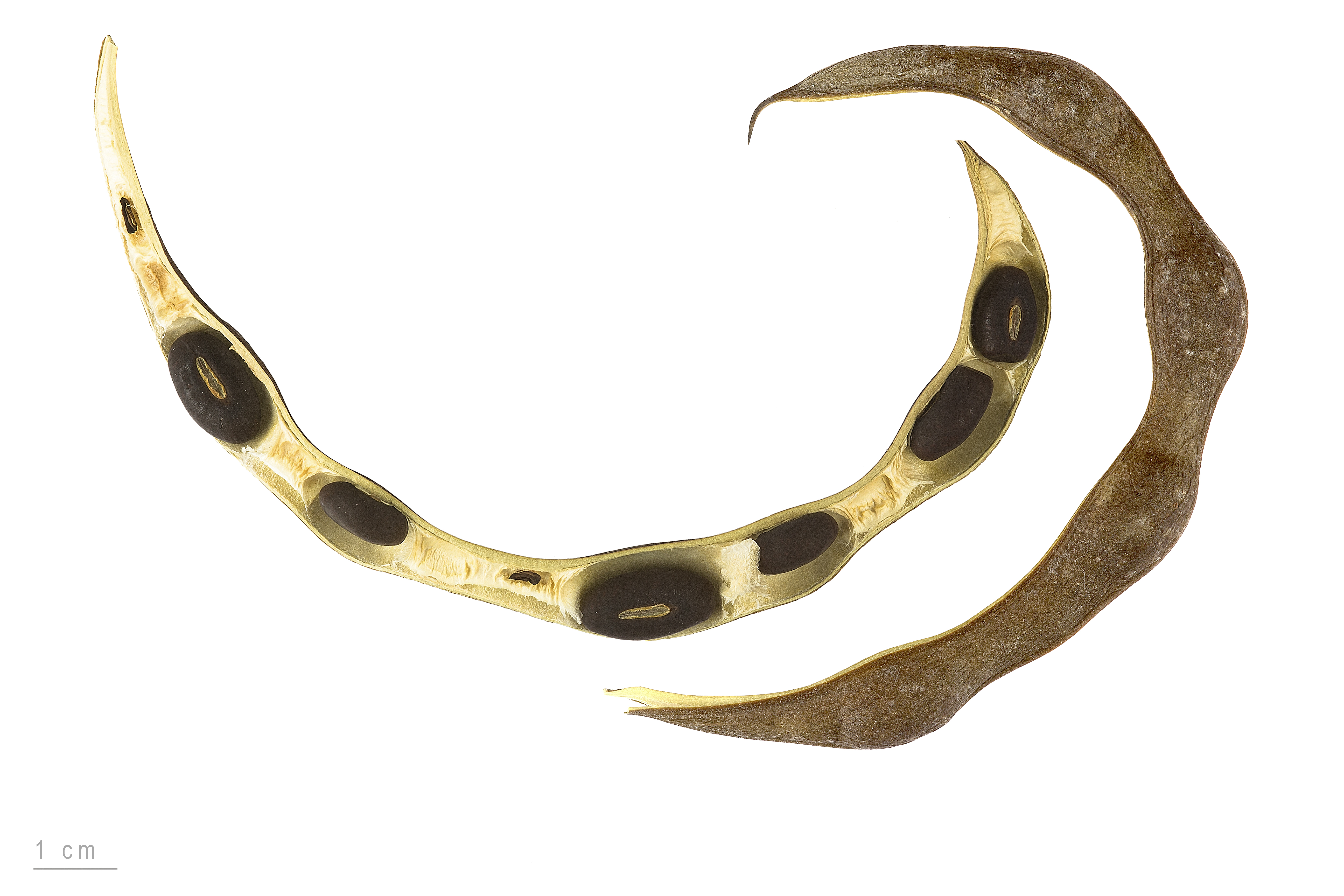
Erythrina crista-galli - Museum specimen